# Pavel Strádal
Pavel Strádal (31. prosince 1898 Humpolec – 11. dubna 1971, Hlučín) byl středoškolský profesor, popularizátor vědy, amatérský fotograf a mezi lety 1945–1959 zatímní správce a ředitel Reálného gymnázia v Hlučíně. Jako člen České přírodopisné společnosti publikoval v odborném tisku a v období protektorátu spolupracoval s ostravskou pobočkou Českého rozhlasu, pro kterou psal rozhlasové hry a pořádal besedy pro děti a mládež s úkolem popularizovat přírodní vědy. Po válce obnovoval Sokolskou jednotu v Hlučíně, kde působil jako náčelník a zároveň byl členem náčelnictva Sokolské župy moravskoslezské v Moravské Ostravě. Od roku 1972 je po něm v Hlučíně pojmenována ulice v sousedství železničního nádraží.

## Biografie

### Mládí a dospívání
Pavel Strádal se narodil 31. prosince 1898 v Humpolci do rodiny Oktaviána Strádala, majitele obchodu s koloniálním zbožím, a Charlotty, rozené Chlebečkové, jako nejmladší ze čtyř dětí. Po ukončení studia na obecné škole odešel roku 1909 studovat České reálné gymnázium do Olomouce ke své sestře Otýlii. V kvartě onemocněl zánětem pobřišnice a pohrudnice a studium musel na rok přerušit.

### První světová válka
Během studií ho zastihla první světová válka a jako poslední branný ročník byl 11.5.1916 odveden a absolvoval důstojnickou školu v Olomouci a poté v Opavě. Nejprve sloužil na ruské frontě a posléze na frontě italské, kde prošel boji na Soči a u Monte Santa. V září roku 1918 byl zajat při poslední italské ofenzívě u Monte Grappa. Spolu s dalšími zajatci z území nově vznikajícího Československa se stal součástí 9. praporu Československé domobrany v Itálii, která vznikla po 1. listopadu 1918. Po návratu do vlasti se ještě účastnil bojů na Slovensku u Náhradního praporu československého horského pěšího pluku č. 3 a v říjnu roku 1919 byl v hodnosti desátníka uvolněn, aby mohl dokončit studia.

### Studium a pedagogická činnost
Po maturitě v roce 1920 studoval mezi lety 1920–1924 na Přírodovědeckou fakultu Univerzity Karlovy v Praze se zaměřením na výuku biologie a tělesnou výchovu. Absolvoval prací Příspěvek k anatomii žaberní dutiny larvy mihule říční. První pedagogické zkušenosti získal na reálném gymnáziu v Bučovicích, kde působil do roku 1926. Poté získal umístěnku na Hlučínsko, příhraniční region, kde se české školství teprve rozvíjelo. Na hlučínském reálném gymnáziu a pozdější jedenáctileté škole učil, až na krátkou pauzu, prakticky celý život. Začal zde nejprve jako suplující profesor a postupně získal zatímní a definitivní místo (1929). V předválečné době byl rovněž činný v Sokolské jednotě Hlučín, kde se seznámil se svou budoucí ženou, Drahomírou Novákovou, kterou si vzal v roce 1930 a společně vychovali dvě děti.

### V období Protektorátu
Léta okupace 1939–1945 strávil v Moravské Ostravě, kde učil na gymnáziích v městské části Přívoz a Slezská Ostrava. V této době psal rozhlasové hry a pořádal besedy pro děti a mládež se zaměřením na přírodní vědy s cílem přiblížit je širšímu publiku a mladší generaci. V tomto případě hraje svou roli i fakt, že českými pořady se pobočka Českého rozhlasu v Ostravě snažila bránit germanizačním tlakům v Protektorátě.

### Poválečná doba
Po skončení války byl rodinou přemluven, aby se vrátil zpět do Hlučína a začal zdlouhavou a složitou cestu k obnově zaniklého českého gymnázia, které během války prošlo přeměnou nejprve na Oberschule für Jungen a posléze polní nemocnici. Někdy velice zdlouhavě získával ztracené a rozkradené vybavení školy a neúnavně usiloval o navrácení sbírek do původního rozsahu. Hledal nové učitele a snažil se získat ve složitých národnostních poměrech Hlučínska studenty pro studium na gymnáziu. Nejprve byl jmenován zatímním správcem školy, následně jejím ředitelem. Ve své funkci zůstal až do roku 1953, kdy musel z ideologických důvodů odejít, ale v roce 1955 se opět vrátil a zůstal ředitelem až svého penzionování v roce 1959. Stejně tak obnovený sokolský spolek vděčil jeho aktivitě. Pavel Strádal zemřel ve věku 72 let v roce 1971.

## Rozhlasové hry
- Přírodopis u kamen (1941)
- Nejmenší stavitelé největších staveb (1941)
- Čarovné byliny (1944)
- Dobrodružství sněhové vločky
- Ze vzdálenosti 20 tisíc světelných let
- Pod ledem ve vodníkově říši
- Ze života bezpáteřných
- Tažení pěti milionů
- Mráz maluje květy na skle